# 伊良湖村
伊良湖村（いらごむら）は、愛知県渥美郡にあった村である。
現在の田原市西部（伊良湖町・日出町など）に該当し、渥美半島最先端に位置する。地名の読みは「いらこ」ではなく、濁って「いらご」である。

## 歴史
- 1878年（明治11年） - 堀切村と東堀切村が合併し、堀切村となる。
- 1889年（明治22年）10月1日 - 伊良湖村、小塩津村、堀切村、日出村が合併し、伊良湖村が発足。
- 1890年（明治23年）11月7日 - 伊良湖村の一部（堀切・小塩津）が分立し、堀切村が発足。
- 1906年（明治39年）7月16日 - 和地村、堀切村と合併し、伊良湖岬村発足。同日伊良湖村は廃止。

## 教育
- 伊良湖尋常小学校（後の田原市立伊良湖小学校。2015年3月廃校。）

## 神社・仏閣
- 伊良湖神社